# Rinul (Hugo)
Rinul (în franceză Le Rhin) este un ghid de călătorie din 1842 scris de Victor Hugo. Similar cu scrierile lui Mark Twain despre Mississippi, el include multe povești despre râul Rin. Se încheie cu un manifest politic.